# Tuvok
Tuvok é um dos principais personagens da telessérie norte-americana de ficção científica Star Trek: Voyager (no título original em inglês, ou VOY), interpretado pelo ator Tim Russ. É o primeiro personagem Vulcano negro que aparece em uma serie de televisão Star Trek.

## Família
T'Pel é a esposa de Tuvok, se casaram em 2304 e tem três filhos e uma filha chamada Azil.